# 덕진체련공원
덕진체련공원(德津體鍊公園, Deokjin Sports Park)은 대한민국 전북특별자치도 전주시에 있는 스포츠 시설이다. 축구 경기장 2면, 테니스 경기장, 배드민턴 경기장 등이 갖춰져 있다.

## 참고 문헌
- 《전국 공공체육 시설 현황 (2017년말 기준)》. 대한민국 문화체육관광부. 2019.